# 957 Camelia
957 Camelia, asteroid glavnog pojasa. Otkrio ga je Karl Wilhelm Reinmuth, 7. rujna 1921.

## Vanjske poveznice
- Minor Planet Center